# George Windholz
George Windholz (ur. 1931, zm. 2002) – amerykański psycholog i historyk nauki, profesor psychologii na University of North Carolina w Charlotte.

## Wybrane prace
- Pavlov’s conceptualization of unconditional reflexes, or instincts, within the framework of the theory of higher nervous activity (1987)
- Pavlov and the Pavlovians in the laboratory (1990)
- Psychiatric treatment and the condition of the mentally disturbed at Berlin's Charité in the early decades of the nineteenth century (1995)